# Micrabraxas nigropunctaria
Micrabraxas nigropunctaria är en fjärilsart som beskrevs av Louis Beethoven Prout 1915. Micrabraxas nigropunctaria ingår i släktet Micrabraxas och familjen mätare. Inga underarter finns listade i Catalogue of Life.